# تحويل ضريبي
يتمثّل التحويل الضريبي (بالإنكليزية: Tax shift) في تغيّر يُلغي ضريبة واحدة أو عدة ضرائب أو يُنقص منها، ويُنشئ أو يزيد أخرى مع المحافظة على العائد الإجمالي ذاته، كما يمكن أن يشير المصطلح إلى تحويلات مرغوبة، مثل التحوّل لضرائب بيغو –وهي ضرائب تُفرض على أي نشاط للسوق يولّد عوامل خارجية سلبية، أي تكاليف لا يشملها سعر السوق– (عادةً ضرائب أذيّة أو بيئة)، بالإضافة إلى أخرى غير مرغوبة (ملموسة أو حقيقية)، كالتحوّل من الشركات متعددة الدول لأخرى صغيرة أو عائلية.

## تعريفه
يُعتبر التحويل الضريبي ظاهرة اقتصادية ينقل فيها مسدد الضريبة العبء الضريبي للمشتري أو المزوِّد برفع سعر المبيعات أو خفض سعر الشراء أثناء عملية تبادل السلعة.
1. يتمثّل التحويل الضريبي في إعادة توزيع العبء الضريبي، فيَكمُن جوهره الاقتصادي في إعادة توزيع الدخل القومي على الجميع.
2. يُعد التحويل الضريبي عملية موضوعية للحركة الاقتصادية، ولا يتضمن أية عوامل عاطفية، ولا يتأثر سواءً بادر دافعو الضرائب بزيادة الأسعار أو خفضها أم قبلوا عن غيب بتقلبات الأسعار.
3. يتحقق التحويل الضريبي من خلال تغيرات الأسعار، والتي تتضمن كلاً من سعر الإنتاج والعنصر المُنتج منه، كما لا تشمل هذه التغيرات ارتفاع وانخفاض الأسعار المباشَرين وحسب، وإنما غير المباشرين أيضاً، فإذا لم يتغير السعر لن يطرأ تحويل ضريبي.

ويتميز التحويل الضريبي بالصفات الثلاث التالية:
1. يتعلق بشكل وثيق بارتفاع أو انخفاض الأسعار.
2. يتمثل في إعادة توزيع الأعباء الضريبية على الكيانات الاقتصادية، وكذلك إعادة توزيع المصالح الاقتصادية، ما يؤدي حتماً إلى التضارب بين مسدد الضرائب وحاملها.
3. يَعد سلوكاً استباقياً لمسدد الضرائب.

## الشروط
يعتمد وجود التحويل الضريبي بشكل رئيسي عموماً على الشرطين التاليين:
وجود اقتصاد السلعة
يتحقق التحويل الضريبي من خلال تغير أسعار السلع في عملية تبادلها، فبدون وجود أي تبادل في السلع لن ينتج عبء ضريبي، لذا يُعد اقتصاد السلعة شرطاً مُسبقاً لهذا التحويل.
كانت المنتجات تنتقل قديماً في مجتمع طبيعي اقتصادي مبني على الاكتفاء الذاتي مباشرة من قطاع الإنتاج إلى قطاع المستهلك بعيداً عن تبادل السوق، وكانت الزراعة في تلك الفترة القطاع الأساسي في الاقتصاد الوطني، وشملت ضرائب الدولة بشكل أساسي الأرض وإنتاجها، دون أن يتمكن مسددو الضرائب من توظيف تحويل ضريبي.
ومع تطور الإنتاجية، نشأ إنتاج البضائع وتبادلها، فأصبح اقتصاد السلعة في المجتمعات الرأسمالية متطوراً كثيراً، وبدأ التعبير عن قيمة جميع السلع بموجب شروط اقتصاد السلعة بسعر متمثل في أحد أشكال العملة، فاخترق تبادل السلع حدود المكان والزمان وتطور على نطاق واسع، وأتاح مجالاً كبيراً لفرض الضرائب على البضائع وتداول السلع، بالإضافة إلى إيصال هذه الضرائب بشكل غير مباشر عن طريق تغيرات الأسعار.
وجود نظام تسعير حر
يرتبط التحويل الضريبي بشكل مباشر بحركة السعر، والتي تتحقق عادةً بزيادة سعر البيع للبضائع المبيعة وتخفيض سعر الشراء للبضائع المُشتراة، ويمكن نقل العبء الضريبي لبعض الضرائب من بينها بشكل مباشر من خلال تغيرات الأسعار أواستثمار رأس المال، ما يؤثر على عرض السلع وطلبها بشكل غير مباشر من خلال تغيرات الأسعار أيضاً، وبالتالي أياً كان نمط التحويل المُتّبع، فإنه يعتمد على تغيرات الأسعار، لذا يُعتبر نظام التسعير الحر الشرط الأساسي للتحويل الضريبي.
ويشير نظام التسعير الحر إلى إمكانية تسعير المنتجين أو كيانات السوق الأخرى أنفسهم وفق تغيرات السوق في العرض والطلب، وتوجد بشكل رئيسي ثلاثة أنواع من أنظمة التسعير؛ برنامج نظام التسعير الموجّه من قبل الحكومة، ونظام التسعير العائم، والآخر الحر.
لا يمتلك المنتجون أو المشغّلون أو كيانات السوق الأخرى صلاحيتهم الخاصة للتسعير تحت ظل خطة الحكومة الإجبارية لنظام التسعير، إذ تتحكم الحكومة هنا مباشرةً بالأسعار، ولا يمكن لمسددي الضرائب أن يحوّلوا العبء الضريبي من خلال تغيرات الأسعار.
بالمقابل تحدد الحكومة في نظام التسعير العائم السعر الأعظم أو الأدنى لسلعة ما، فيمتلك المنتجون أو المشغّلون أو كيانات السوق الأخرى إثر ذلك بعض الحرية في التسعير ضمن مجال تقلبات الأسعار، ويمكن تحقيق التحويل الضريبي لحد معيّن ضمن نطاق محدد أيضاً.
أما تحت نظام التسعير الحر، يمكن للمنتجين أو المشغلين أو كيانات السوق الأخرى أن يضعوا أسعارهم الخاصة بحرية وفق التغيرات في علاقة العرض بالطلب ضمن السوق، ويمكن تحويل العبء الضريبي.
ومن خلال تحليل شروط تحويل الأعباء الضريبية، يمكن الاستنتاج بأن التحويل الموضوعي للعبء الضريبي لا يزال موجوداً أساساً حتى وإن كان ذلك تحت نظام إدارة برامج عالي التمركز.
فبعد تطبيق نظام السوق الاقتصادي، تواجد تحويل موضوعي في العبء الضريبي، ولكن اقتصاد السوق يُعد حقيقة اقتصاد سلعة متطوراً جداً، ويمتلك منتجو البضائع ومشّغلو تجارتها وكيانات السوق الأخرى اهتماماتهم الماديّة المستقلة الخاصة في ظل هذا النظام، وأصبحت الربحية بموجب ذلك دافعاً أساسياً لجميع الأنشطة الإنتاجية والتجارية، كما أصبح تحقيق تحويل العبء الضريبي دافعاً شخصياً ورغبةً للعديد من مسددي الضرائب.
وفي الوقت ذاته، حررت الحكومة معظم صلاحيات التسعير، وذلك مع استمرار تعميق إعادة تشكيل النظام الاقتصادي، كما امتلكت الشركات مقداراً أكبر من صلاحية التسعير الحر، فتبلور نظام التسعير الحر المبني على الأسعار الحرة، وتمت موافاة شروط تحويل الضرائب.

## تغيرات التكاليف
يتعلق تحويل الأعباء الضريبية بتغيرات التكاليف، ويمتلك خواصاً مختلفة في كل من الحالات الثلاث للتكاليف الثابتة، والمتزايدة والمتناقصة.
ففيما يتعلق بالبضائع ذات التكاليف الثابتة، يمكن تحويل العبء الضريبي بأكمله للمشتري، لأن تكلفة الوحدة لهذه السلع لا ترتفع أو تنخفض مع كمية الإنتاج، وفي الوقت ذاته، يمكن إضافة الضريبة إلى السعر لتحقيق هذا لتحويل إذا كان الطلب غير مرن.
بينما يمكن نقل الأعباء الضريبية جزئياً فقط في حالة البضائع ذات التكاليف المتزايدة، لأن تكلفة الوحدة لهذه السلع ترتفع مع تزايد الإنتاج، وسيتأثر السوق بتزايد سعر البضائع بعد فرض الضرائب، وينبغي أن يخفّض البائع من الإنتاج حتى يخفض تكاليف المنتجات ويحافظ على التسويق، وبالتالي لا يمكن تحويل المقدار الضريبي نهائياً.
أما بالنسبة للبضائع ذات التكاليف المتناقصة، يمكن تحويل العبء الضريبي بأكمله للمشتري، لأن تكلفة الوحدة لهذه السلع تتناقص مع تزايد الإنتاج، وفي حالة عدم مرونة الطلب بالنسبة للبضائع الخاضعة للضريبة، يمكن إضافة الضرائب أيضاً للسعر وتحويلها، لكن في بعض الحالات لا يتوقف الأمر عند تحويل الضرائب بمقدارها الكامل فقط، وإنما بما يزيد عن فائدة سعر الضريبة نفسها.
| الاسم، والموقع، المؤيدون، المصدر                                  | من | إلى                                                                                           | المنافع المزعومة                                                         |
| ----------------------------------------------------------------- | --- | --------------------------------------------------------------------------------------------- | ------------------------------------------------------------------------ |
| تحويل الضريبة الخضراء (البيئية)                                   | متنوعة | ضريبة بيئة                                                                                    | بيئية                                                                    |
| التحويل الضريبي لإقليم الشمال الغربي الهادئ (دورنينغ وبومان 1998) | ضريبة شخصية، ضريبة على إيرادات الشركات، ضريبة مُرتّبات، ضريبة ملكية، ضريبة مبيعات                              | ضريبة كربون، ضريبة تلوّث، ضريبة ازدحام، ضريبة امتداد (ضريبة قيمة الأرض)، ضريبة استهلاك الموارد | بيئية، صحة عامة، تناقص الاكتظاظ، مجابهة المضاربة، الإنصاف، سهولة الإدارة |
| تحويل ضريبة الملكية                                               | ضريبة على المبيعات، والإيردات، والأبنية                                                                      | ضريبة قيمة الأرض                                                                              | تأمين المساكن، امتداد، إنصاف                                             |
| سكان فيلاديلفيا، تحويل لضريبة قيمة الأرض                          | معدلات الضرائب على البنى                                                                                     | ضريبة قيمة الأرض                                                                              | تطوير اقتصادي، مجابهة المضاربة                                           |
| إلينوي                                                            | ضريبة ملكية                                                                                                  | ضريبة فردية، وضريبة إيرادات شركات                                                             | دخل إضافي غير مكتسب لملّاكي الأراضي                                       |
| ميسيسيبي تينيسي                                                   | ضريبة بقالة أو طعام                                                                                          | ضريبة سجائر                                                                                   | صحة عامة، دعم للحاجات الأساسية                                           |
| تحويل ضريبة وايومنغ                                               | ضريبة مبيعات، ضريبة استخدام، وضريبة ممتلكات تجارة خاصة                                                       | ضريبة دخل ثابت                                                                                |                                                                          |
| الضريبة العادلة                                                   | ضريبة دخل شخصي، ضريبة مُرتّبات، ضريبة شركات، ضريبة مكاسب رأس المال، ضريبة توظيف ذاتي، ضريبة هدية، ضريبة عقارات | ضريبة مبيعات التجزئة الوطنية مع الخصم                                                         | وضوح العبء الضريبي، إنقاص تكاليف الالتزام، التنافسية العالمية            |

## استخدامات أخرى
قد يشير التحويل الضريبي أيضاً إلى بيع سند مالي تناقص سعره منذ شرائه، والشراء المتزامن لسند مالي آخر مشابه لكن غير مطابق، وذلك من أجل تدارك خسارة ما لأسباب ضريبية مع الاستمرار بمرتبة أو منصب معينين.